# 感动 (韩红专辑)
〈感动〉是中國藏族歌手韩红在2005年4月30日由京文唱片发行的普通话专辑。其中代表曲目《天路》曾在春節聯歡晚會上演唱受到好評。

## 曲目
1. 天路 （Traditional Version）
2. 感动
3. 我决定爱你
4. 爱
5. 生命
6. 流浪
7. 生命不言败
8. 让爱做主
9. 回来
10. 天使
11. 天路 （World Music）

| 前任： 红歌汇 | 韩红的专辑 4-2005 | 繼任： |